# Tunakino (rivière)
La rivière Tunakino  (anglais : Tunakino River) est un cours d’eau de la région de Marlborough dans l’Île du Sud de la Nouvelle-Zélande.

## Géographie
Elle s’écoule vers le sud à partir de sa source dans une série de collines côtières situées à la base de Marlborough Sounds pour atteindre la rivière Opouri  à 5 km à l’est de la ville de Rai Valley